# بال تيتكوش
بال تيتكوش (بالمجرية: Titkos Pál)‏ (مواليد 8 يناير 1908) هو لاعب كرة قدم. يلعب مع منتخب المجر لكرة القدم. سبق له أن لعب في كأس العالم لكرة القدم مع منتخب بلاده.

## روابط خارجية
- بال تيتكوش على موقع الاتحاد الدولي (مؤرشف)  (الإنجليزية)
- بال تيتكوش على موقع قاعدة بيانات كرة القدم.إي يو (الإنجليزية)
- بال تيتكوش على موقع ناشيونال فوتبول تيمز (الإنجليزية)
- بال تيتكوش على موقع عالم كرة القدم.نت (الإنجليزية)
- بال تيتكوش على موقع أوليمبيديا (الإنجليزية)